# 海爾加和菌群
海爾加和菌群（葡萄牙語：Helga y Flora）是智利的一部電視連續劇，於2020年4月25日在第13頻道上映。